# Лежогубський Теодозій

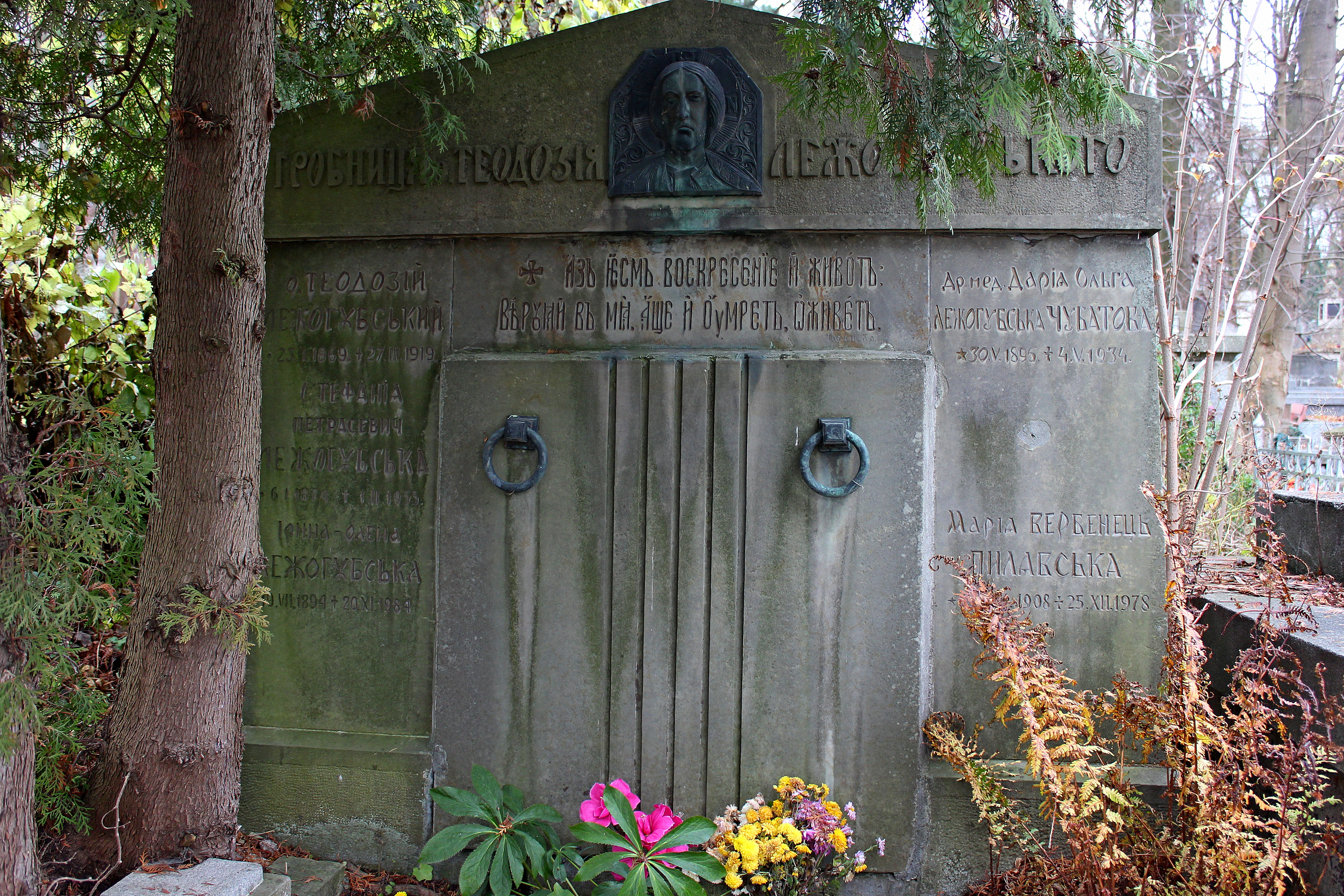

Теодозій (Теодосій) Лежогубський (23 січня 1869, с. Рибники, нині Тернопільського району — 27 березня 1919) — священник Української греко-католицької церкви, український релігійний і громадський діяч, педагог, публіцист.

## Життєпис
Закінчив Бережанську гімназію (1887). Вивчав богослов'я у Львівській духовній семінарії та Віденському університеті. В 1893 році прийняв духовний сан. З 1893 по 1894 роки — священник на Бережанщині, а згодом у Львові на службі св. Миколая, викладач катехизму у середніх школах.
З 1913 — директор гімназії Сестер Василіянок у Львові, довірений радник Митрополита Андрея Шептицького.
24 роки був членом головного виділу «Просвіти» як секретар, референт читалень, філій, голова просвітньо-організаційної комісії, якою керував 12 років, під кінець життя — як заступник голови Товариства. Під його керівництвом вперше були запроваджені курси для неграмотних.
о. Теодосій був неперевершеним майстром проповідництва. Всі сучасники знали його під іменем «Золотоустий». Виголосив кілька тисяч проповідей та промов.
Автор публіцистичних статей («Де знайти правду?») та п'ятитомного збірника «Проповіді», які були видані протягом 1933–36 рр.
Член Народного Комітету УНДП, о. Теодосій передчасно помер під час облоги Львова 27 березня 1919 року.
Похований у родинній гробниці на полі № 6 Личаківського цвинтаря.

## Твори
- Лежогубський, Теодозій. Де знайти правду? [Текст] / написав свящ. Теодозій Лежогубський, катихит. цк. реальних шкіл у Львові. — 2-е вид., допов. Фототип. вид. 1912 р. — Л. : [б. в.], 1990. — 285, [V] с.

## Цікавий факт
Найбільш поширеним і правдоподібним зображенням Маркіяна Шашкевича є портрет Івана Труша, намальований у 1911 році, до століття. «Йому позував священик Теодозій Лежогубський, який походив з родини Авдиковських (по материній лінії Маркіяна Шашкевича) і, за свідченнями сучасників, був зовнішньо подібний до Маркіяна», — уточнює Ірина Дутковська.